# 1286 Banachiewicza
1286 Banachiewicza este un asteroid din centura principală, descoperit pe 25 august 1933, de Sylvain Arend.